# Billy Boy (préservatif)
Billy Boy est une marque de préservatifs vendue par l'entreprise allemande Mapa GmbH.
La marque Billy Boy est vendue dans de nombreux pays : Allemagne, Autriche, Chine, Croatie, Espagne, Estonie, France, États-Unis, Italie, Moldavie, Pays-Bas, Portugal, République tchèque, Royaume-Uni, Russie, Suisse, Turquie.